# Swedenborgsgården

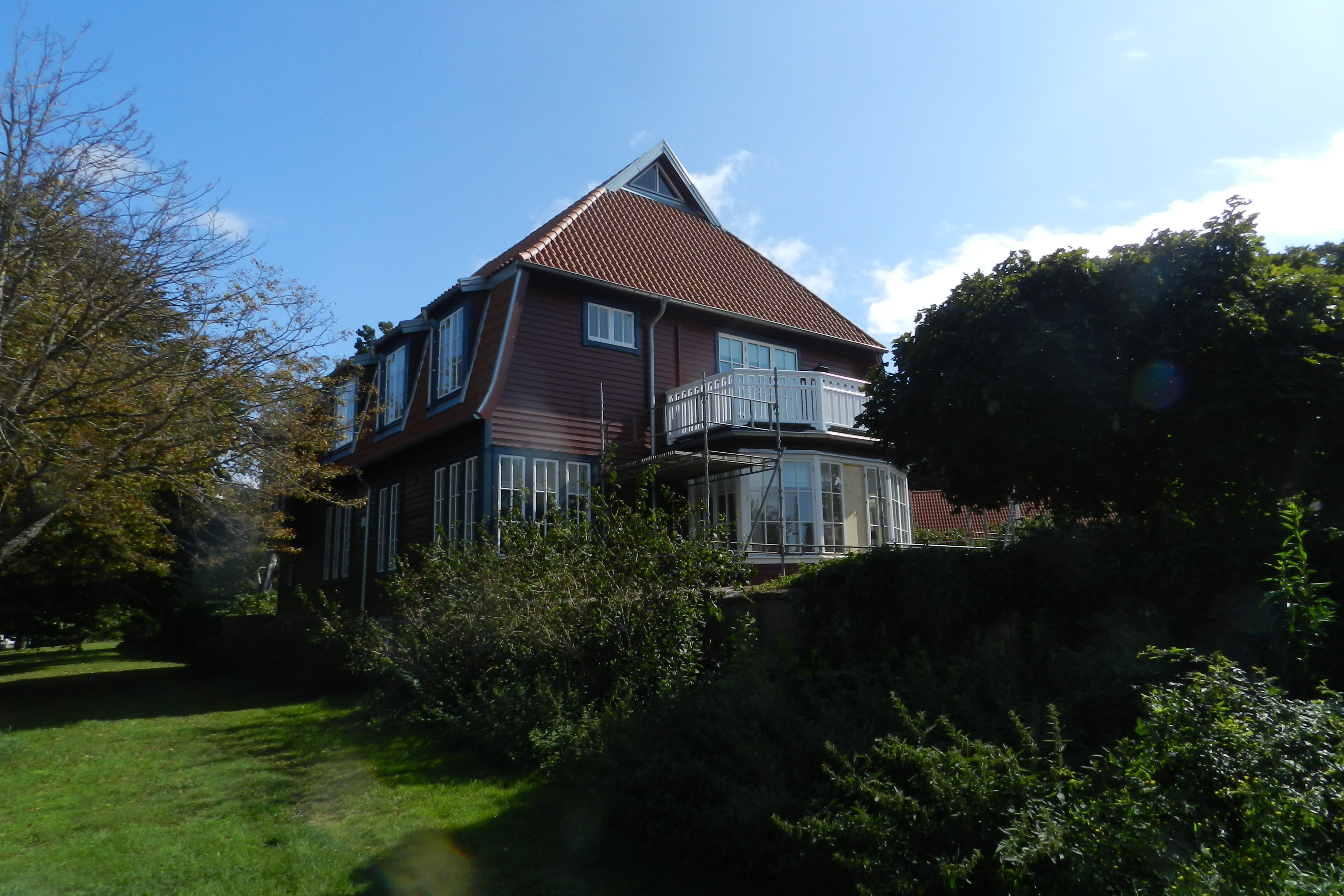
Swedenborgsgården, augusti 2023.

Swedenborgsgården är en villa på Ringvägen 85 i Varberg, Sverige, nordost om Påskbergsskolan.
Villan i trä i två våningar beställdes av grosshandlaren Sten Lind. Huset påbörjades 1918 efter ritningar från 1915 av en arkitekt Söderberg. Det fick sitt nuvarande namn då Wilhelm Svedenborg, idag mest känd som reserv till Andrées polarexpedition 1897, flyttade in 1921. Efter honom äges Swedenborgsgården av landsfiskalen Viktor Olsson, som 1945 sålde huset till konstnären Erik V.A. Persson. Denne hade sin ateljé och bostad på Swedenborgsgården fram till 1980. Under denna tid kallades huset för Ringgården, dels med tanke på adressen på Ringvägen och dels för att Person handlade med bildäck och därför kallades "Ring-Pelle".